# Nepalomyia spiniformis
Nepalomyia spiniformis är en tvåvingeart som beskrevs av Zhang och Yang 2005. Nepalomyia spiniformis ingår i släktet Nepalomyia och familjen styltflugor. Inga underarter finns listade i Catalogue of Life.